# Hibiscus owariensis
Hibiscus owariensis är en malvaväxtart som beskrevs av Ambroise Marie François Joseph Palisot de Beauvois. Hibiscus owariensis ingår i Hibiskussläktet som ingår i familjen malvaväxter. Inga underarter finns listade i Catalogue of Life.